# Gustav Roob
Gustav Roob, pokřtěn Augustin Václav Tomáš Roob (29. ledna 1879 Lochovice – 11. září 1947 Karlovy Vary), byl český hudební skladatel.

## Život
V dětství přišel o otce a rodina se z Lochovic přestěhovala do Prahy. Navštěvoval hudební školu na Smíchově. Vstoupil na Pražskou konzervatoř, kde studoval hru na violoncello a skladbu u Antonína Dvořáka. Vojenskou službu absolvoval u vojenské hudby 88. pěšího pluku v Praze a později u 63. pěšího pluku v Bystřici v Sedmihradsku. Tam byl v roce 1900 jmenován kapelníkem. V té době byl nejmladším kapelníkem v rakouské armádě. S plukem putoval do Pljevlje v dnešní Černé Hoře.
Po návratu do Čech se stal členem orchestru České filharmonie a po čtyřech letech v orchestru Německého divadla v Praze. Nějakou dobu byl učitelem hudby v rodině knížete Maxe Egona II. Fürstenberga na zámku v Lánech. Posléze žil v Hořovicích a živil se jako učitel hudby. Spolupracoval s amatérskými divadelními a loutkohereckými soubory. Psal pro ně scénickou hudbu. V roce 1947 utonul nešťastnou náhodou v Ohři. Rukopisná pozůstalost je uložena v Českém muzeu hudby v Praze.

## Dílo (výběr)
Roob byl velmi plodný skladatel a šíře jeho záběru je obdivuhodná. Zkomponoval na 380 číslovaných skladeb. Psal skladby pro klavír, komorní hudbu, symfonie, kantáty, opery, operety, pantomimy atd. Několik prací získalo ceny Českou akademií věd a umění a Magistrátem hlavního města Prahy.

### Klavírní skladby
- Zvuky melancholie op. 25
- Poetické nálady op. 27
- Humoreska (z opery Čertova mlýnice)
- V zlatých strunách (1919],
- Notturna I. a II. (1921)
- Miniatury op. 74 (1923)
- 4 poetické nálady op. 212
- 2 ukolébavky (pro prasynovce Petra Roba)

### Komorní skladby
- 6 Morceaux caracteristiques op. 3 (1909)
- Česká humoreska pro housle a klavír (1923)
- Notturno op. 21 pro housle, violoncello a harfu
- 4 smyčcové kvartety „fantastické“
- Pathetický smyčcový kvartet

### Orchestrální skladby
- Svatební košile (symfonická báseň, 1906)
- Tajemná hrana op. 38 (podle básně Josefa Wenziga, 1911)
- Bitva u Lipan op. 290 (1928)
- Mír op. 290 (1928)
- Symfonie fis-moll
- Symfonie g-moll
- Rumunská suita op. 30 (1905)
- 4 dramatické ouvertury

### Písně
- Romantické sny op. 47 (7 písní v tónu baladickém, Karel Hynek Mácha)
- Dvě písně op. 48 (Percy Bysshe Shelley)
- Štěstí (slova Quido Maria Vyskočil)
- Na ztlumených strunách op. 63 (1923)
- Dědovy písně op. 129

### Pantomimy
- Paní Modrovouska op. 58 (1910, scénář Quido Maria Vyskočil)
- Frýdštejn op. 66 (1917)
- Z mé duše op. 79 (1918)
- Bílý páv op. 260 (1926, Quido Maria Vyskočil)
- Upír
- Dítě

### Opery
- Krista (libreto Břetislav Ludvík, 1909 až 1910,)
- Skaláci, op. 46 (libreto Břetislav Ludvík, 1909)
- Srdce Pikangovo op. 51 (Julius Zeyer, 1909,)
- Host op. 54 (Quido Maria Vyskočil, 1910/11)
- Ovčákova kletba op. 76 (1918)
- Mrtvý vítěz op. 81 (M. Richardi, 1919)
- Ve tmách života op. 94 (Arnošt Czech z Czechenherzu, 1921)
- Babiččina Viktorka op. 97 (František Heran)
- Duše zvonů (velikonoční zázrak o 3 obrazech, Quido Maria Vyskočil, 1924)
- O vůdcovství op. 214 (Quido Maria Vyskočil, 1924,)

Komponoval také hudbu k sokolským cvičením a pochodům, mužské sbory. Napsal hudbu pro melodram K. Barocha: Tyrš a scénickou hudbu pro uvedení Goethova Fausta (1932). V rukopise zůstalo ještě několik oper a operet, melodramy a kantáty (např. Kantáta ruská na námět Rudolfa Medka).

## Žijící příbuzní
- prasynovec Petr Rob

- pra pra neteř Lucie Robová Volemanová

- pra pra pra synovec Vít Voleman